# Gerard Sickinghe
Joncker Gerard (ook: Gherardus, Goert of Geert) Sickinghe (ca. 1279 - ? ) was tussen 1304 en 1357 herhaaldelijk burgemeester en raadsheer van de stad Groningen. Hij gold als een van de grote leiders van de 'Westerpartie' binnen de stad. Samen met Johan Folkerdinge was hij aanvoerder van deze partij in het conflict met haar tegenspeler: de 'Utrechtse' partij onder leiding van de prefect van Groningen, Ludolf van Gronebeke. Het conflict liep uiteindelijk zo hoog op dat Gwijde van Avesnes, bisschop van Utrecht, zich genoodzaakt zag in te grijpen. De bisschop besloot dat de prefect van Groningen zich neer moest leggen bij de beslissing van de meerderheid van de raad van Groningen. Sickinghe komt onderaan deze overeenkomsten (gesloten in 1310 en 1311) voor als 'een van de acht hoofdlieden' en als 'een van de zes borgen van de Westerpartie'.   
Sickinghe komt op de Farmsumer Zeendbrief van 6 juli 1325 voor als een van de twee 'edelen en vooraanstaande mannen' namens de stad Groningen. Zij ondersteunden de vier rechters van Reiderland die uitspraak moesten doen in het geschil tussen de proost van Farmsum en zijn broeders enerzijds, en de ingezetenen van Oldambt en Holwerderzijlvest anderzijds.  

## Afkomst

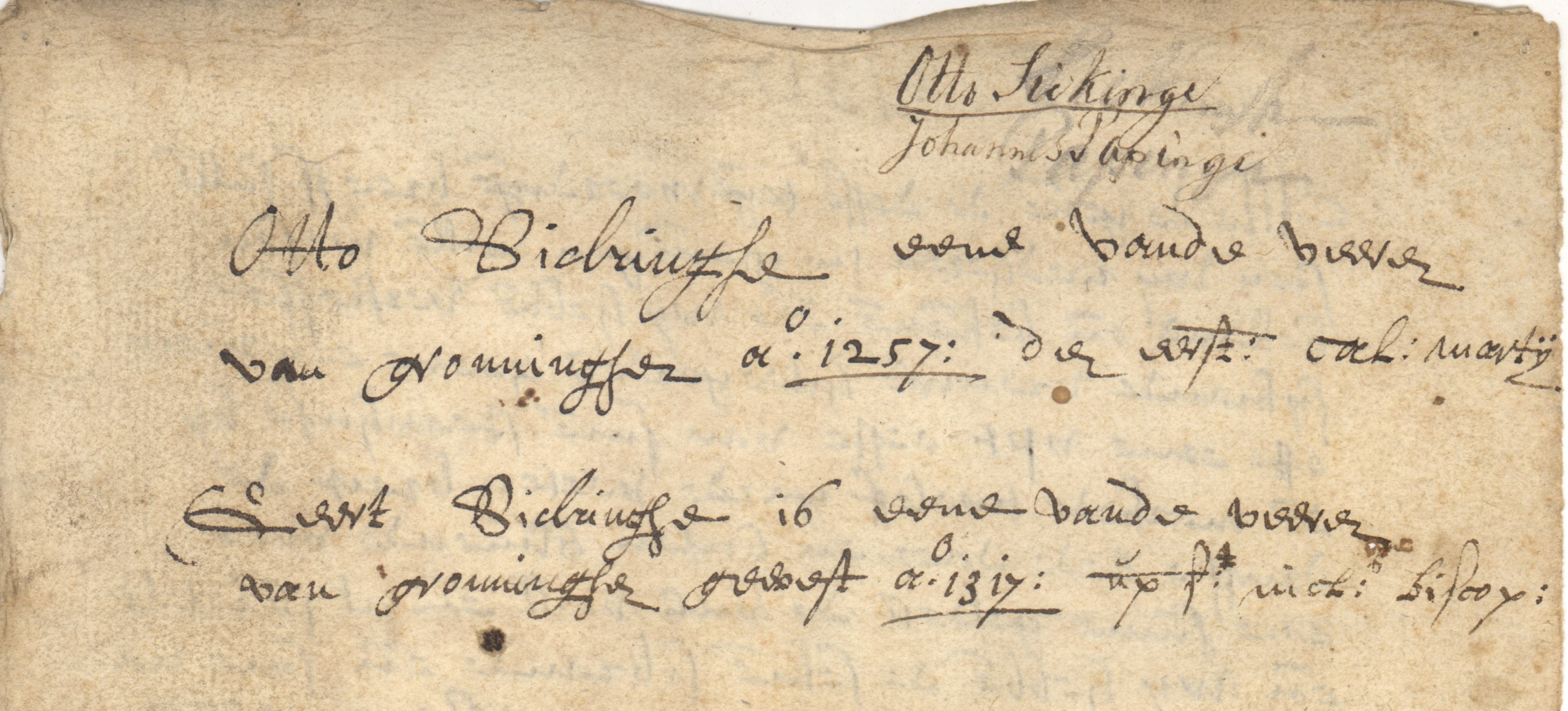
In dorso aantekeningen betreffende Otto Sickinghe en Gerard Sickinghe op een akte van verkoop uit 1317

Sickinghe, telg uit het oud adellijke geslacht Sickinghe, werd mogelijk geboren als zoon van Ludolfus Sickinghe (genoemd 1284), burgemeester van de stad Groningen aan het eind van de dertiende eeuw. Hij was daarmee zeer waarschijnlijk een kleinzoon van de ridder Otto Sickinghe (genoemd 1257), die burgemeester van de stad Groningen was. Gerard Sickinghe is zeer waarschijnlijk de (groot)vader van Lubbert Sickinghe, die eveneens burgemeester van Groningen was en volgens het Nederland's Adelsboek als stamvader van het geslacht Sickinghe geldt. Gerard Sickinghe is hiermee mogelijk ook de (over)grootvader van de Groningse burgemeester Johan Sickinghe.

## Werk

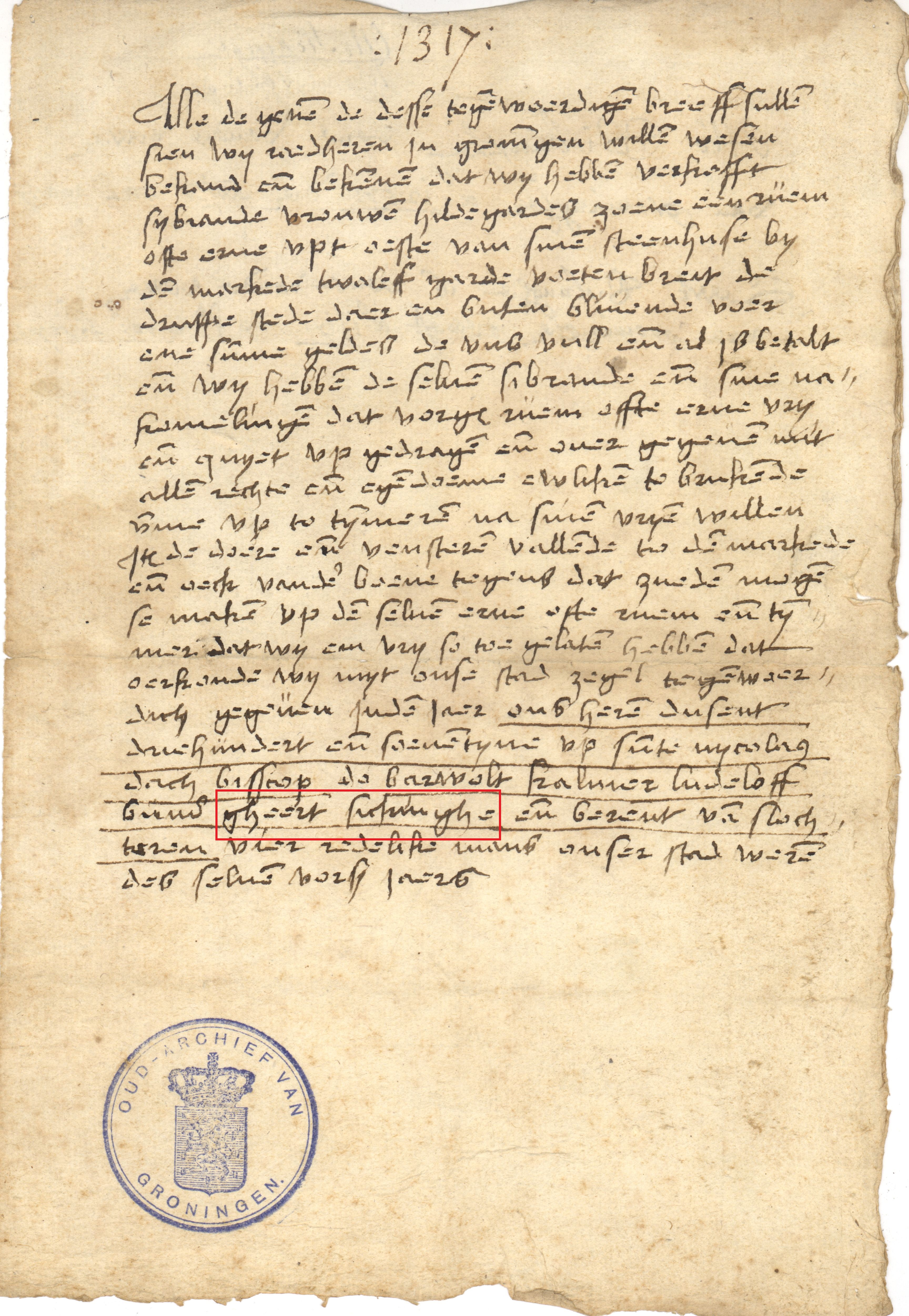
Gerard Sickinghe uitgelicht als raadsheer van Groningen op een akte van verkoop aan Sijbrand, zoon van vrouw Hildegard, 1317

### Als burgemeester en raadsheer van Groningen
Sickinghe was burgemeester van de stad Groningen in 1304, 1307, 1313, 1317, 1321, 1327, 1331, 1335, 1339, 1343, 1347 en 1357. In die hoedanigheid komt hij tussen de jaren 1309 en 1348 op ten minste 11 oorkonden uit het Oorkondenboek van Groningen en Drenthe voor. 
Zo bevestigde hij op 15 juni 1309 de verkoop van het Zijlmaar door de weduwe en de zoons van Johannes Minsonis aan het klooster Yesse en de ingezetenen van Helpman. In 1317 verkochten de raadsheren van Groningen, waaronder Sickinghe, een "ruem ofte erve upt eeste van sinen steenhuse bij de markede." aan Sijbrand, zoon van vrouw Hildegard.
In 1327 besloot Sickinghe als burgemeester van Groningen dat men niet alleen de civiele wetten 'zoude houden', maar dat zij deze wetten ook zouden voorstaan en verdedigen, 'paraat en bereid zijnde ervoor te strijden'. Deze solemnele (plechtige) wetten waren gemaakt ter eeuwige herinnering voor het nageslacht.
Rond 1335 stelde Sickinghe, samen met vier anderen, een regeling vast tussen het klooster van Aduard en de ingezetenen van de Drentse nederzettingen Peize, Roden, Foxwolde en Lieuwerderwolde voor de aanleg van een sluis. De partijen lagen met elkaar in conflict over de betaling. In de regeling werd besloten dat het klooster 1/3 van de nieuwe sluis zou betalen en de andere partners (waaronder de Drentse dorpen) 2/3 van de kosten op zich zouden nemen. Gerard stelde zich in de akte borg voor de nederzetting Dorkwerd en haar aandeel bij de totstandkoming van deze sluis.

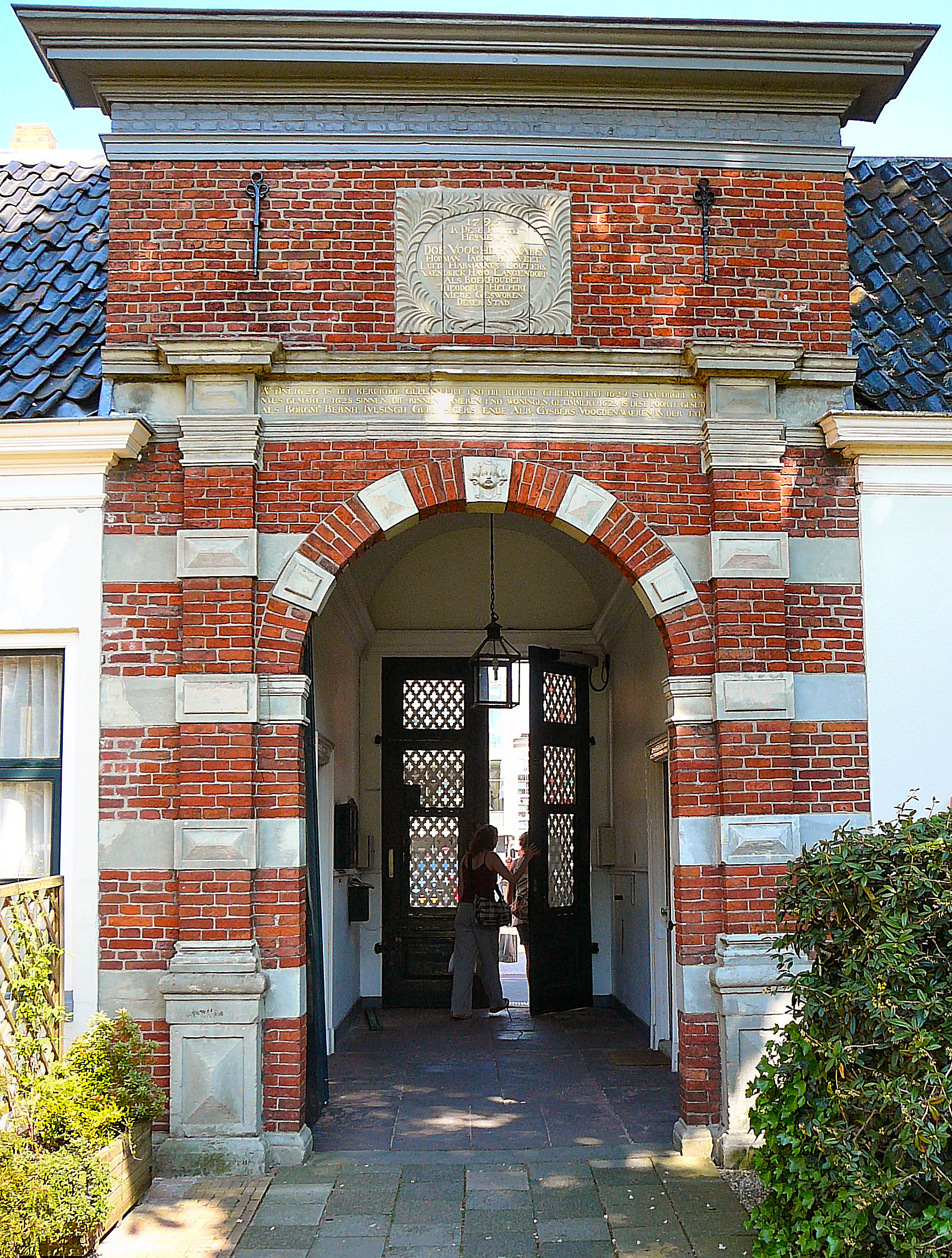
Poort van het Heilige Geestgasthuis (ook wel Pelstergasthuis genoemd) in de 21e eeuw

Op 25 juli 1343 vermelden dat de consules van Groningen, waaronder Sickinghe, dat Rodolphus Buninc, burger van Groningen, aan de abdis en het klooster Yesse een stuk hooiland, 26 'ammersad' groot, gelegen in Thillachte en Uppenrothe genaamd heeft geschonken en overgedragen. Dit als vergoeding voor de kloosterprebende van zijn dochter Alleka, aldaar als non opgenomen. 

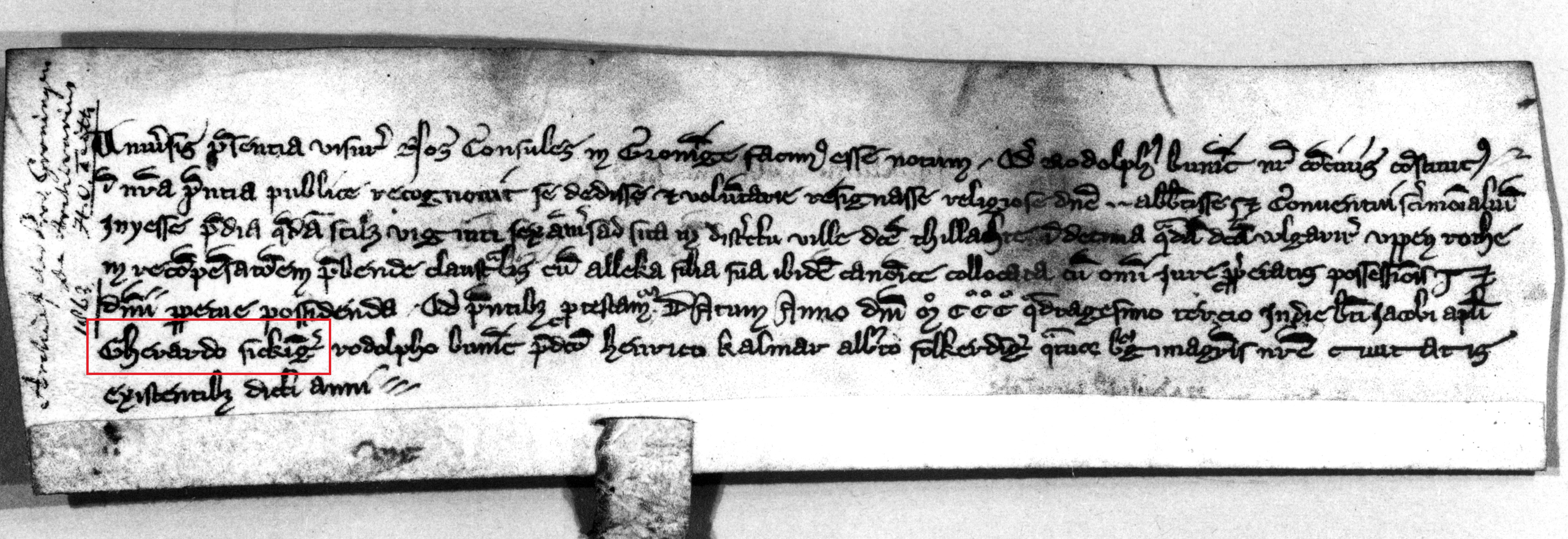
Gerard Sickinghe als burgemeester uitgelicht (rood) op de verkoopakte van Buninc aan het klooster Yesse, 25 juli 1343

Sickinghe komt voor het laatst voor op een oorkonde uit 17 februari 1348. Op de oorkonde verklaart de raad van Groningen, waaronder 'Gherardo Sickinc', dat het Heilige Geestgasthuis recht heeft op een vrije afwatering. Vermeld wordt dat 'deze weg stevig en schoon zal blijven, voor het gemak en nut van onze stad, en in eeuwigheid'.

### Als tegenspeler van de prefect van Groningen
Tussen 1308 en 1311 lag de prefect van Groningen, Ludolf van Gronebeke, in conflict met de stad Groningen. De partij 'van die Herestraat' bestond uit de prefect en zijn volgelingen (de meeste daarvan waren woonachtig op de Herestraat) en werd gezien als de 'Utrechtse' partij. Sickinghe stond aan de kant van de 'Westerpartie', bestaande uit de stedelijke raad. In de stad werden grachten gegraven en de kerken en huizen werden versterkt. Het stadhuis en de poort werden afgebroken. De strijd was dusdanig heftig dat kooplieden zich niet meer veilig voelden om de stad te bezoeken. De bisschop van Utrecht, Gwijde van Avesnes (1253-1317), greep in. Hij verhief de raad tot hoogste rechterlijke instantie in Groningen en gaf haar ook het recht om bij meerderheid van stemmen strafrechtelijke bepalingen vast te stellen. 
Volgens een oorkonde, gedateerd 7 november 1310, bepaalde de bisschop dat de prefect van Groningen zich neer moest leggen bij de beslissing van de meerderheid van de raad. Bovendien moest het bestaande stadsrecht aangevuld worden met enige bepalingen die moesten voorkomen dat er opnieuw onenigheden zouden ontstaan. Onderaan de akte werd Sickinghe genoemd als 'een van de acht hoofdlieden'. Op 17 februari 1311 deed de bisschop een uitspraak in de twist tussen Ludolf van Selwerd en zijn partij en de 'Westerpartie'. Sickinghe werd opgevoerd als een van de zes borgen van de Westerpartie.

### Op de Farmsumer Zeendbrief
Sickinghe komt verder voor op de Farmsumer Zeendbrief van 6 juli 1325. In de brief verklaren de rechters van Reiderland met afgevaardigden van Fivelingo, Hunsingo en Groningen een schikking tot stand te hebben gebracht in het geschil tussen Hessel, proost van Farmsum, en zijn broeders enerzijds en de ingezetenen van Oldambt en Holwerderzijlvest anderzijds. Aanleiding voor het conflict was het gevangennemen van de officiaal van bisschop Lodewijk II van Münster en het interdict oftewel het stoppen van de bediening in de kerken en de ban. Er werd voorgesteld dat rechters uit heel Friesland, edelen en vooraanstaande mannen, voor de rust van het het hele land, het nut en de vrede de bedoelde zaak op zich zouden nemen en zouden behandelen. Zo geschiedde en met de hulp van ''god, vele wijze priesters en andere mannen, in het bijzonder twee uit Fivelingo, genaamd Geerloff te Voerehusen (Gethusum) en Luloff Ubbema, twee uit het land Hunsingo, genaamd Tiard Goscalsma ende Folckmare Onseda, evenals twee uit de Stad, genaamd Goert Sickinga en Roeloff Buninga'', kwamen de rechters tot een uitspraak en regeling voor de twistende partijen.